# Вороня
Пещерата Вороня (на грузински: კრუბერის გამოქვაბული or კრუბერის ღრმული, на абхазки: Ӡоу Аҳаҧы; известна също като „пещера Крубер“) е втората най-дълбока известна пещера на Земята след пещерата Верьовкин (2212 m). Намира се в масива Арабика от Гагрински хребет на Западен Кавказ, в област Гагра в Абхазия, частично призната държава, преди това част от съветска Грузия.
Тя е втората по дълбочина пещера в света с дълбочина 2199 m, но първата пещера, изучена на дълбочина над 2 km. Трета по дълбочина е Сарма (1830 m), следва Снежная (1753 m) от системата пещери Снежная — Меженного — Иллюзия — На Банке — Фантазия в същия планински масив. Пета по дълбочина е френската Миролда (1733 m), разположена в планинската верига Савой в Алпите. Шестата най-дълбока пещера е Лампрехтсофен Фогелшахт (1632 m) в планинския масив Леогангер Щайнберге в Северните Алпи в Австрия.
През февруари 2012 г. в пещерата Вороня екип от иберо-руски учени открива най-дълбоко живеещото същество, откривано дотогава. Безкрилото членестоного Plutomurus ortobalaganensis живее в пълен мрак на около 2 km под земята и се храни с гъбички и разлагаща се материя. Другите видове са Schaefferia profundissima, Anurida stereoodorata, Deuteraphorura kruberaensis и др.